# Dermotoxicidad
La dermotoxicidad representa lesiones por contacto en la piel producidas por agentes cáusticos e irritantes.
Los tóxicos que entran al organismo por vía dérmica deben atravesar una serie de capas que forman la piel (epidermis, dermis e hipodermis) hasta llegar a los capilares sanguíneos y poder ser absorbidos.

## Mecanismos de penetración dérmica
- Absorción transpidérmica: la difusión simple es el mecanismo principal de penetración dérmica. Una gran parte de los tóxicos industriales que pueden penetrar la dermis, lo hacen por el mecanismo transpidérmico. Es una vía más lenta que el paso optativo a través de las glándulas.

- Absorción a través de glándulas: dispone de una superficie de intercambio menor pero la capacidad de penetración es mayor. Las moléculas lipofílicas de gran tamaño y ciertos electrolitos pueden penetrar mediante este mecanismo.[1]

## Factores que determinan la penetración dérmica
La piel es susceptible de ser atravesada por los mecanismos de absorción transepidérmica y a través de los anexos. 
Etapas del proceso de penetración dérmica:
- Para atravesar la capa córnea, las moléculas del agente químico deben absorberse en la superficie de esta.
- Difusión a través de las diferentes capas de células que la constituyen.
- Deberá pasar por la epidermis y la dermis hasta llegar a los vasos sanguíneos.

Los factores fundamentales que establecen la penetración dérmica son el estado físico, la naturaleza y estructura del compuesto, el efecto de la hidratación, el estado de la piel y el tipo de vehículo.